# هالی استیونز
هالی استیونز (انگلیسی: Hollie Stevens؛ زاده ۴ ژانویهٔ ۱۹۸۲ درگذشته ۳ ژوئیهٔ ۲۰۱۲) یک بازیگر پورنوگرافی بود.